# Konsonans
Konsonans (łac. consonans) – interwał uważany za zgodnie (przyjemnie) brzmiący. Jest to współbrzmienie (konsonans harmoniczny) lub następstwo (konsonans melodyczny) przynajmniej dwóch dźwięków, które słuchowo jest odczuwane jako zgodne. Wszystkie interwały zwiększone bądź zmniejszone, mogące enharmonicznie przypominać konsonanse, należą do dysonansów.
Na początku konsonansem nazywane były jedynie interwały czyste: pryma, kwarta, kwinta i oktawa. Dopiero harmonia klasyczna za konsonanse uznała również interwały małej i wielkiej tercji oraz małej i wielkiej seksty. W związku z tym interwały czyste nazywane są konsonansami doskonałymi – w przeciwieństwie do interwałów tercji i seksty, które noszą nazwę konsonansów niedoskonałych. Pojęcie konsonansu w coraz swobodniejszym podejściu do harmonii w muzyce współczesnej jest nadal rozszerzane, chociaż nie jest do końca jednoznacznie zdefiniowane.
Podział konsonansów i dysonansów wg Helmholtza:
- konsonanse absolutne – dudnienia nie występują w ogóle
  - pryma czysta (1:1), oktawa czysta (2:1)
- konsonanse doskonałe – dudnienia istnieją, ale są niesłyszalne
  - kwinta czysta (3:2), kwarta czysta (4:3)
- konsonanse średnie – dudnienia istnieją, ale są słabo słyszalne
  - seksta wielka (5:3), tercja wielka (5:4)
- konsonanse niedoskonałe – dudnienia są silne, jednak nie dominują we współbrzmieniu
  - tercja mała (6:5), seksta mała (8:5)
- dysonanse – dudnienia dominują
  - wszystkie pozostałe interwały oktawy